# Аїда Абдуллаєва
Аїда Гамдулла кизи Абдуллаєва (азерб. Aida Həmdulla qızı Abdullayeva; 1922, Баку — 2009, там же) — азербайджанська і радянська арфістка, педагог, професор, основоположниця гри на арфі в Азербайджані, Заслужена артистка Азербайджану.

## Походження та навчання
Аїда Гамдулла кизи Абдуллаєва народилася 13 квітня 1922 року в місті Баку. У 1940 році закінчила 10-класну середню школу. Потім відділом мистецтва при Раді Народних Комісарів Азербайджанської РСР була направлена на продовження навчання до Московської державної консерваторії. Однак, в 1941 році, у зв'язку з початком німецько-радянської війни, Аїда Абдуллаєва була змушена повернутися до Баку.

## Творча діяльність
Восени 1942 року родина Абдуллаєвих була піддана репресіям і заслана до Казахстану. Лише в 1943 році Аїда Абдуллаєва при сприянні відомого композитора Узеїра Гаджибекова повернулася до Баку і відновилася в Бакинській державній консерваторії, почавши працювати в симфонічному оркестрі Радіокомітету республіки.
У 1944 році Аїда Абдуллаєва знову повертається до Москви і продовжує свою освіту в Московській державній консерваторії у класі професора Ксенії Ерделі. У 1949 році Абдуллаєва закінчує консерваторію і завдяки рекомендаціям ректора Азербайджанської державної консерваторії Кара Караєва влаштовується викладачкою класу арфи. За роки викладання в консерваторії Аїда Абдуллаєва виховала більше 50 професійних арфистів, що грають як в Азербайджані, так і в симфонічних оркестрах інших країн. За ініціативою Аїди Абдуллаєвої в Музичному училищі імені Асафа Зейналлі в Баку та в Сумгаїтському музичному училищі були відкриті класи арфи.
Крім гри і викладання, Аїда Абдуллаєва працювала над складанням програм і підручників за спеціальністю арфи, створювала переклади та транскрипції творів азербайджанських композиторів для цього музичного інструменту.

## Смерть
Аїда Абдуллаєва померла в 2009 році. Похована на Другій Алеї почесного поховання в Баку.